# Johann Gabriel Doppelmayer
Johann Gabriel Doppelmayer, noto anche con il cognome Doppelmair o Doppelmayr (Norimberga, 27 settembre 1677 – Norimberga, 1º dicembre 1750), è stato un matematico, astronomo e cartografo tedesco.

## Biografia
Figlio di un mercante di Norimberga studiò presso l’Aegidien-Gymnasium della stessa città per poi proseguire, a partire dal 1696, gli studi in matematica, fisica e giurisprudenza presso l’Università di Altdorf. Successivamente fu presso l’Università di Halle dove, tra l’altro, imparò il francese e l’italiano e ove si laureò con una tesi sul Sole. Dopo la laurea viaggiò e studiò in Germania, Olanda e Inghilterra. Dal 1704 fino alla sua morte fu docente di matematica presso l’Aegidien-Gymnasium di Norimberga.

## Opere
Pubblicò diverse opere divulgative nel campo della matematica, della astronomia, della trigonometria sferica nonché numerose mappe e globi celesti. Nel 1742 pubblicò una raccolta di mappe, la maggior parte delle quali già pubblicate in precedenza, nel volume:  Atlas Coelestis in quo Mundus Spectabilis et in eodem Stellarum omnium Phoenomena notabilia, circa ipsarum Lumen, Figuram, Faciem, Motum, Eclipses, Occultationes, Transitus, Magnitudines, Distantias, aliaque secundum Nic. Copernici et ex parte Tychonis de Brahe Hipothesin. Nostri intuitu, specialiter, respectu vero ad apparentias planetarum indagatu possibiles e planetis primariis, et e luna habito, generaliter e celeberrimorum astronomorum observationibus graphice descripta exhibentur, cum tabulis majoribus XXX  contenente trenta tavole di cui una riferita alla descrizione della superficie lunare. 

## Onorificenze
Fu membro di numerose società scientifiche, tra cui:
- la Kaiserlich Leopoldinische Akademie der Naturforscher[4] ad Halle
- la Royal Society  a Londra
- l'Accademia Russa delle Scienze a San Pietroburgo

A Johann Gabriel Doppelmayer la UAI ha intitolato il cratere lunare Doppelmayer e l'asteroide della fascia principale 12622 Doppelmayr.